# Tabernaemontana rostrata
Tabernaemontana rostrata är en oleanderväxtart som beskrevs av Nathaniel Wallich. Tabernaemontana rostrata ingår i släktet Tabernaemontana och familjen oleanderväxter. Inga underarter finns listade i Catalogue of Life.